# Agrypon extensor
Agrypon extensor är en stekelart som beskrevs av Dasch 1984. Agrypon extensor ingår i släktet Agrypon och familjen brokparasitsteklar. Inga underarter finns listade i Catalogue of Life.